# Baldissero d'Alba
Baldissero d'Alba é uma comuna italiana da região do Piemonte, província de Cuneo, com cerca de 1.084 habitantes. Estende-se por uma área de 15 km², tendo uma densidade populacional de 72 hab/km². Faz fronteira com Ceresole Alba, Corneliano d'Alba, Montaldo Roero, Sommariva del Bosco, Sommariva Perno.

## Demografia
| Variação demográfica do município entre 1861 e 2011                               |
|                                                                                   |
| Fonte: Istituto Nazionale di Statistica (ISTAT) - Elaboração gráfica da Wikipedia |